# 캐나다 바흐 음악 축제
페스티벌 바흐(Bach Music Festival of Canada 또는 Festival Bach)은 요한 제바스티안 바흐를 기리는 국제 음악 축제로, 남부 온타리오의 중심지에서 열리며 2년에 한 번 열린다. 이 축제는 지역, 국가 및 국제 음악가들이 바흐의 작품을 연주하는 자리를 마련한다.

## 역사
최초의 행사는 2011년에 열렸다.축제는 처음에는 South Huron 바흐 축제로 불렸지만 2013년에 이름이 변경되었다. 합창 지휘자 Gerald Fagan OOnt는 축제가 시작된 이후로 예술 감독을 맡고 있다. 캐나다 프로듀서인 Louise Fagan은 2015년까지 축제의 사무 총장을 맡았다.
2020년부터 페스티벌은 휴런 웨이브 뮤직 페스티벌(Hurron Waves Music Festival)로 이름이 변경되었다.

## 콘텐츠
이 축제는 다양한 공연과 초청 아티스트들로 이뤄져 있다. 바흐의 음악이 주된 초점이지만, 축제에는 다양한 음악 장르를 다루는 아티스트들도 참여한다. 지역 음악가들을 위한 마스터 클래스도 일주일간의 축제의 일부로 포함되어 있다. 브라운 백 런치 콘서트 시리즈는 매일 무료로 제공되는 콘서트로, 청중들은 도시락을 가져와 공연장에서 다채로운 아티스트들의 음악을 즐길 수 있다.
이 축제에는 솔로 바이올리니스트인 Lara St. John부터 Hamburg의 Harvestehuder Kammerchor(챔버 합창단), 베이징의 Angel Voice Choir, 그리고 Juno Award 후보에 올린 재즈 싱어 Fern Lindzon 등 다양한 음악가들의 공연이 포함되었다. 축제의 마지막 콘서트는 전통적으로 축제 예술 감독 Gerald Fagan이 지휘하는 바흐의 대규모 합창과 오케스트라 작품의 공연이다.

## 위치
이 축제는 South Huron 지역의 다양한 장소에서 열렸다. 지난 장소로는 다음과 같은 곳들이 있다:
- Trivitt Memorial Anglican Church, 엑서터, 온타리오
- 성 베드로 복음주의 루터교 교회, 취리히, 온타리오
- 사우스 휴런 레크리에이션 센터, 엑서터, 온타리오
- Huron 트랙터 쇼룸, 엑서터, 온타리오
- 세인트 제임스 웨스트민스터 성공회 교회, 런던, 온타리오